# Iglesia de San Miguel (Arcera)
|                             |            |
| Ciudad                      | Arcera     |
| País                        | España     |
| Culto                       | Católico   |
| tipo                        | Iglesia    |
| Comienzo de la construcción | siglo XII  |
| Consagración o conclusión   | siglo XIII |
| Estilos predominantes       | románico   |

La iglesia de San Miguel en la localidad de Arcera (Cantabria, España) es un templo católico que data del siglo XII. El templo es de una única nave la cual es una característica en el románico de la Comarca del Besaya, además de tener ábside semicircular y espadaña. Además alberga una imagen de la Virgen sedente con el Niño del siglo XIII.
Es una sencilla iglesia de nave única y testero plano, pero con la ventaja de haber permanecido prácticamente inalterada, si exceptuamos la construcción de una sacristía adosada, desde su creación. El punto más interesante, que a la vez hace de faro para su localización, es la espadaña, en la que vemos una estilización y estructura de las que carece el resto del edificio. Por las características de esta última, a San Miguel de Arcera se le suele conceder una cronología tardía, más cercana a la sensibilidad protogótica.

## Historia
Algunos documentos la citan como monasterio de Cillaperriel y que el rey Alfonso VIII de Castilla la donó a la catedral de Burgos en 1185. Aunque ha sufrido numerosas remodelaciones, arreglos y abandonos conserva en su mayoría un estilo románico sencillo y popular de fines del siglo XII, principios del XIII, que se advierte por ejemplo en el arco apuntado del pórtico o en los canecillllos de proa de nave.
El exterior sufrió a lo largo de los siglos diferentes remodelaciones, ya que se le añadieron las capillas laterales, una parte superior a la espadaña y una sacristía adosada al presbiterio, además de un pórtico. En el interior tiene un arco triunfal románico apoyado en capitales tallados de leones afrontados y bolas con caperuza.

## Arquitectura
Tiene una esbelta espadaña de tres bloques, con tres troneras, dos campanas, arco de acceso al pie, guardapolvos sencillos y una hermosa cruz trilobulada de una sola pieza calada en su centro, coronando la torre. En la cabecera otra más pequeña. En el interior, se observa en el arco entre el pórtico y la iglesia propiamente dicha, que debió ser en otro tiempo mayor, viéndose incluso canecillos colgados. En el pórtico se encuentra el baptisterio con una preciosa y enorme pila bautismal que se ha salvado al expolio quizás por su tamaño. Sin embargo, la pila de agua bendita  desapareció allá por el año 92.
Mantiene la estructura de una sola planta con bóveda de cañón de mampostería. En el espacio de la nave central existe un pequeño coro a los pies por donde debía existir acceso anteriormente, hoy cegado por mampostería y un pequeño ventanuco. Dicho coro se diferencia del resto de la línea del suelo y la separación de dos pequeñas cancelas de mampuesto. El resto del pavimento es de grandes losas de piedra bajo las cuales hay enterramientos. La bóveda está encalada, lo mismo que las paredes y ábside sobre la que hay pintadas en colores ocres figuras geométricas, grecas y la inscripción del adecentamiento de 1798:

esta obra seizo siendo cura i beneficiado Don Francisco Antonio Salces Mantilla. A onra de Dios nuestro señor y del glorioso San Miguel año de 1798.

El ábside o cabecera es cuadrado y parece haber tenido una especie de saetera cegada al exterior oculta en su interior por el retablo. El retablo conserva tan solo su estructura pues las imágenes se llevaron a buen recaudo al Museo Diocesano Regina Coeli de Santillana del Mar. Antiguamente, San Miguel matando al demonio con la Horca, presidía el altar. Se dice que había una momia de una monja que con el tiempo se había quedado pequeña y que quienes están enterrados en su interior son curas y obispos.[cita requerida]
A la capilla, añadida posteriormente, se accede bajando un pequeño escalón, donde se lee con dificultad, maltratada por una gotera, la fecha de 1624 (esta obra se hizo año de 1624). Tiene un pequeño ventanuco que ilumina tenuemente a quien se disponía a preparar el oficio. Bonitos armarios y suelos de madera de los que hoy no queda ni la carcoma.
En el exterior se complementa el bello rincón que ocupa la iglesia con una baranda de piedra. 